# 어의궁
어의궁(於義宮)은 조선 시대 두 임금의 잠저(潛邸)였다. 용흥궁으로도 불렸던 하어의궁은 효종의 잠저였던 곳으로, 현재의 서울특별시 종로구 효제동 22번지 일대에 있던 것을 내자동 201번지로 이전하였다. 상어의궁은 인조의 잠저였는데, 곧 폐하였다.